# História da Tailândia (1932-1973)
A história da Tailândia entre 1932-1973 foi dominada por ditaduras militares que estavam no poder durante grande parte do período. As principais personalidades do período foram o ditador Plaek Pibulsonggram (mais conhecido como Phibun), que aliou o país com o Japão durante a Segunda Guerra Mundial, e o político Pridi Banomyong, que fundou a Universidade Thammasat e foi ministro brevemente depois da guerra.
Uma sucessão de ditadores militares sucedeu Phibun. Sarit Dhanarajata e Thanom Kittikachorn foram os mais conhecidos. Esse período foi marcado também, pelo aumento da modernização e ocidentalização da Tailândia, a influência dos Estados Unidos, a renúncia de Thanom e o massacre de manifestantes pró-democracia, liderados por estudantes da Universidade de Thammasat.

## Conflito interno
Os militares chegaram ao poder na sangrenta Revolução Siamesa de 1932, que transformou o governo de Sião (como a Tailândia era então conhecida) de uma monarquia absoluta a uma monarquia constitucional. O rei Prajadhipok inicialmente aceitou esta alteração, mas depois abdicou devido às suas relações tensas com o governo. Após a sua abdicação, o rei Prajadhipok emitiu uma breve declaração criticando o regime. Sua declaração incluiu as seguintes frases, muitas vezes citadas por críticos do ritmo lento do desenvolvimento político de Sião:
| “ | "Estou disposto a entregar os poderes que anteriormente exercia ao povo como um todo, mas eu não estou disposto a entregá-los a qualquer pessoa ou qualquer grupo que usa de maneira autocrática sem atender a voz do povo." | ” |

O novo regime foi liderado por um grupo de coronéis chefiados por Phraya Phahol Pholphayuhasena e Phraya Songsuradej. Em dezembro, eles produziram uma constituição  — a primeira que incluiu uma assembleia nacional, metade nomeada e metade eleita indiretamente. Um primeiro-ministro e um gabinete foram nomeados e uma fachada de norma constitucional foi mantida.
Uma vez que o novo governo tinha sido estabelecida e da Constituição entrar em vigor, o conflito começou a entrar em erupção entre os membros da nova coalizão de governo. Havia quatro principais facções rivais pelo poder: a facção conservadora civil mais velho liderado por Phraya Manopakorn Nititada (Mano); a facção militar sênior liderado por Phraya Phahol; do exército e da marinha júnior facção liderada por Luang Phibunsongkhram; ea facção civil jovem liderada por Pridi Phanomyong.
O primeiro conflito sério surgiu em 1933, quando foi dado a Pridi a tarefa de elaborar um novo plano econômico para a nação. Seu programa radical incluía a nacionalização de grandes extensões de terras agrícolas, bem como a industrialização e o incentivo desta em boa parte do país. É também sugerido o incentivo do crescimento do ensino superior, com a finalidade de evitar a completa dominação do país pela realeza e pela aristocracia. No entanto, o plano foi condenado imediatamente pela maioria das facções do governo, que identificaram o plano como um viés comunista.
Por causa de seu ataque à propriedade privada, os membros da facção conservadora foram os mais alarmados com o plano de Pridi. Eles pediram ao governo que adotasse políticas que revertessem o curso da "revolução". No entanto, quando Phraya Mano tentou fazer isso, Phibun e Phraya Phahol lançaram um segundo golpe que derrubou o governo Mano. Phraya Pahon foi feito o novo primeiro-ministro, e seu novo governo excluiu todos os monarquistas.
A reação monarquista veio no final de 1933, quando o príncipe Bovoradej, neto de Mongkut, conduziu uma revolta armada contra o governo. Ele mobilizou várias guarnições provinciais e marcharam em Bangkok, capturando o Aeroporto Internacional de Don Mueang ao longo do caminho. O príncipe acusou o governo de desrespeitar o rei e promover o comunismo, e exigiu que os líderes do governo renunciassem. Ele esperava que algumas das guarnições na área de Bangkok iriam se juntar a revolta, mas eles permaneceram leais ao governo. Enquanto isso, a Marinha declarou-se neutra e partiu para as suas bases no sul. Depois de intensos combates na periferia norte de Bangkok, os monarquistas foram finalmente derrotados e o príncipe Bovoradej partiu para o exílio, na Indochina francesa.
Um dos efeitos da repressão da insurreição foi a diminuição do prestígio do rei. Após a revolta começar, o rei Prajadhipok declarou em um telegrama que ele lamentou a contenda e distúrbios civis. Não está claro se ele foi motivado por medo de ser capturado por rebeldes, um medo de ser visto como um defensor dos rebeldes, ou um desejo de evitar novas escolhas entre Phahol e Bovoradej. De qualquer maneira, o fato é que, no auge do conflito, o casal real se refugiou em Songkhla. A retirada do rei da cena dos combates foi interpretada pelo partido vitorioso como um sinal de que ele falhou em seu dever. Ao se recusar a dar o seu total apoio ao governo legítimo, sua credibilidade foi prejudicada.
Alguns meses mais tarde, em 1934, o rei Prajadhipok, cujas relações com o novo governo vinham se deteriorando há algum tempo, foi para o exterior para receber tratamento médico. Enquanto no exterior, ele carregava uma correspondência com o governo que discutiu os termos em que ele iria continuar a servir como um monarca constitucional. Ele pediu a continuação de algumas prerrogativas reais tradicionais. O governo, no entanto, não concordou. Em 2 de março de 1935, o rei anunciou sua abdicação. O governo, então, escolheu o príncipe Ananda Mahidol, que estava naquele momento numa escola na Suíça, como o próximo rei. Pela primeira vez na história, Sião estava sem um monarca residente e permaneceu assim pelos próximos quinze anos.
Em seu discurso de abdicação, Prajadhipok acusou o governo de não ter nenhum respeito pelos princípios democráticos, empregando métodos de administração incompatíveis com a liberdade individual e os princípios de justiça, governando de maneira autocrática e não deixando as pessoas terem uma voz real nos assuntos de Sião. Em 1934, a Lei de Imprensa entrou em vigor, proibindo a publicação de qualquer material considerado prejudicial à ordem pública ou para minar a moral. A lei tem sido aplicada de forma estrita aos dias de hoje.
A reação à abdicação foi silenciada. Todo mundo tinha medo do que podia acontecer a seguir. O governo se absteve de contestar quaisquer afirmações em comunicado abdicação do rei por medo de provocar ainda mais controvérsia. Opositores do governo mantiveram o silêncio após o fracasso da rebelião monarquista.
Tendo derrotado os monarquistas, o governo foi posto à prova de viver até as promessas em que havia chegado ao poder. Ele tomou medidas muito mais agressivas para levar a cabo algumas reformas importantes. A moeda saiu do padrão-ouro, permitindo que o comércio se recuperasse. Despesas de educação foram aumentadas em quatro vezes, assim, aumentando significativamente a taxa de alfabetização. Governos locais e provinciais foram introduzidos à eleições, e em novembro de 1937, o desenvolvimento democrático foi trazido para a frente quando as eleições diretas foram mantidas para a assembleia nacional, embora os partidos políticos ainda não estivessem autorizados. A Universidade Thammasat foi fundada, por iniciativa do Pridi, como uma alternativa mais acessível para a Universidade Chulalongkorn. As despesas militares também foram amplamente expandidas, uma indicação clara da crescente influência dos militares. Nos anos entre 1934 e 1940, o exército, marinha e força aérea do reino foram equipados como nunca antes na história do país.

## A busca do nacionalismo
Os militares, agora liderados pelo Major General Phibun como ministro da Defesa, e os liberais civis liderados por Pridi como ministro das Relações Exteriores, trabalharam em conjunto harmoniosamente durante vários anos, mas quando Phibun tornou-se primeiro-ministro em dezembro de 1938, esta cooperação foi rompida, e a dominação militar tornou-se mais evidente. Phibun era um admirador de Benito Mussolini, e em seu regime logo se desenvolveu algumas características fascistas. No início de 1939, quarenta opositores políticos, todos monarquistas e democratas, foram presos e, após o processo, dezoito foram executados. Estas foram as primeiras execuções políticas em Sião em mais de um século. Muitos outros, entre eles o príncipe Damrong e Phraya Songsuradej, foram exilados. Phibun lançou uma demagógica campanha contra a classe empresarial chinesa. Escolas e jornais chineses foram fechadas, e os impostos sobre as empresas chinesas aumentaram gradativamente.

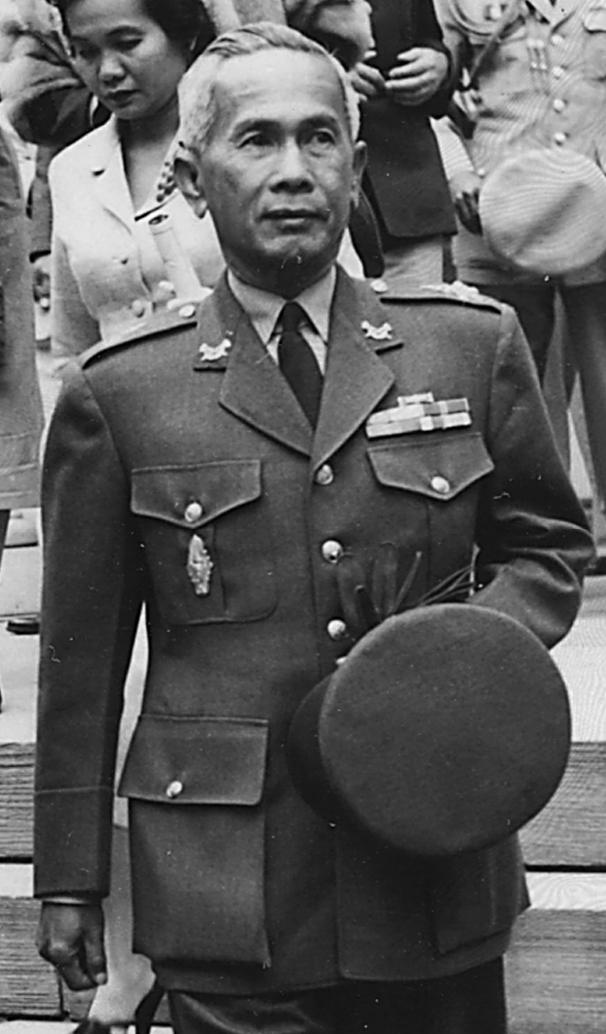
Plaek Pibulsonggram.

Phibun e Luang Wichitwathakan, porta-voz ideológico do governo, copiaram as técnicas de propaganda utilizados por Hitler e Mussolini para construir o culto do líder. Consciente do poder da mídia de massa, eles usaram o monopólio do governo sobre a radiodifusão para moldar o apoio popular ao regime. Slogans sobre o governo popular estavam constantemente indo ao ar no rádio e estampado em jornais e outdoors. Fotos de Phibun podiam também serem vistos em toda parte na sociedade, enquanto retratos do ex-monarca Rei Prajadhipok, um crítico do regime autocrático, foram proibidos. Ao mesmo tempo, Phibun aprovou uma série de leis autoritárias que deu ao governo o poder de parada quase ilimitado e completa censura à imprensa. Durante a Segunda Guerra Mundial, os jornais foram instruídos a repassar apenas boas notícias sobre as Potências do Eixo, enquanto os comentários sarcásticos sobre a situação interna foram proibidos.
Em 23 de Junho de 1939, Phibun mudou o nome do país de Sião para "Prathet Thai" (em tailandês: ประเทศไทย), literalmente "Tailândia", que significa "terra dos livres", ou ainda, "terra do povo Tai". Este foi um gesto nacionalista: implicava a unidade de todos os povos Tais, incluindo o Lao e o Shan, mas excluindo os chineses. O slogan do regime tornou-se "a Tailândia para os tailandeses."
A modernização também foi um tema importante no novo nacionalismo tailandês de Phibun. De 1939 a 1942, ele emitiu um conjunto de doze mandatos culturais. Além de exigir que todos os Tais saudassem a bandeira, cantassem o hino nacional e falassem a língua nacional, os mandatos também incentivaram os tailandeses a trabalhar duro, manterem-se informados sobre os acontecimentos atuais, e se vestir de uma forma ocidental. Em 1941, tornou-se ilegal, entre outras coisas, ridicularizar aqueles que tentavam promover costumes nacionais. O programa também englobava artes plásticas. Execuções e filmes nacionalistas foram patrocinados pelo governo. Muitas vezes, estes representando um passado glorioso, quando os guerreiros tailandeses sem medo ganharam a liberdade para o país, defendendo sua honra, ou se sacrificando. O patriotismo foi ensinado nas escolas e foi um tema recorrente nas canções e danças.
Ao mesmo tempo, Phibun trabalhava rigorosamente para livrar a sociedade de suas influências realistas. Feriados reais tradicionais foram substituídos por novos eventos nacionais e títulos reais e aristocráticos foram abandonados. Ironicamente, ele manteve o seu sobrenome aristocrático. Enquanto isso, todos os cinemas foram instruídos a visualizar a imagem de Phibun no final de cada apresentação, como se fosse o retrato do rei. Outro aspecto do crescente culto à personalidade de Phibun estava se tornando aparente na decoração oficial. Ele nasceu no ano do galo, e este símbolo começou a substituir a roda.

## Segunda Guerra Mundial

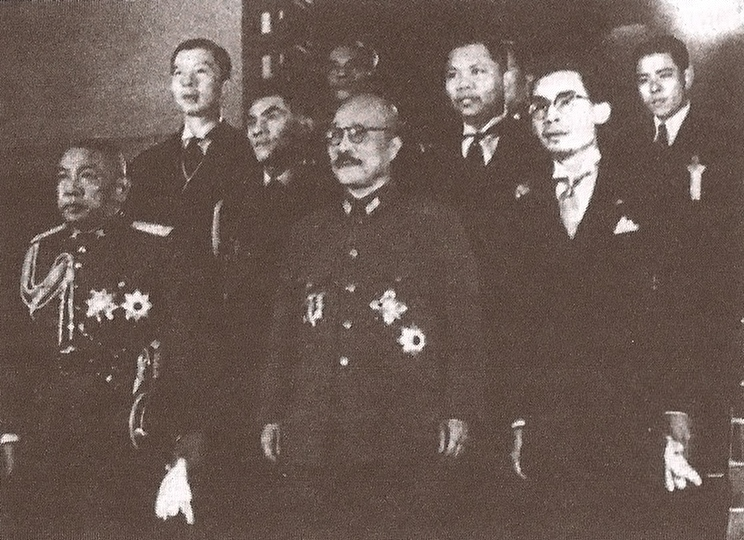
Phot Phahonyothin (à direita) e Hideki Tōjō (centro) em Tóquio, 1942.

Em 1940, a maior parte do norte da França foi ocupada pela Alemanha nazista, e Phibun partiu imediatamente para vingar as humilhações de Sião pela França em 1893 e 1904, quando os franceses tinham usado a força para redesenhar as fronteiras de Sião com o Laos e Camboja, exigindo que os Tais assinassem uma série de tratados desiguais. Para conseguir isso, o governo tailandês precisava de ajuda japonesa contra a França, o que foi garantido através do Tratado entre Tailândia e Japão contra a manutenção das relações de amizade e respeito mútuo da integridade territorial de todos os outros, concluído em junho de 1940. Também concluído em 1940, o pacto britânico-tailandês de não agressão entre os governos da Grã-Bretanha e do Reino da Tailândia. Em 18 de julho de 1940, o governo britânico aceitou demandas japonesas para fechar a Estrada da Birmânia por três meses para evitar que suprimentos de guerra alcançassem a China. Com o governo da Tailândia aliado com os japoneses, o governo britânico concluiu o pacto com Bangkok de modo a não antagonizar Tóquio.
Luang Wichit escreveu uma série de dramas populares que glorificam a ideia de muitos grupos étnicos que pertencem a um maior "império Tai" e condenou os males das consequências das ocupações europeias. Irredentista e anti-francês, suas manifestações foram incessantemente realizadas em torno de Bangkok. Em 1941, as escaramuças se transformaram em pequena escala de Guerra Franco-Tailandesa entre a França de Vichy e Tailândia. Forças tailandesas dominaram a guerra no ar e na terra, mas a Marinha tailandesa sofreu uma derrota naval de esmagamento na batalha de Ko Chang. Os japoneses, em seguida, entraram em cena para mediar o conflito.  O resultado final deu-se favorável à Tailândia, que recuperou a maior parte das áreas disputadas no Laos e no Camboja.
O prestígio de Phibun teve tanto aumento que ele foi capaz de aproveitar uma sensação de estar verdadeiramente como o líder da nação. Para celebrar a ocasião, promoveu-se a marechal de campo, ignorando as fileiras de tenente-general e geral. Isto causou uma rápida deterioração das relações com a Grã-Bretanha e os Estados Unidos. Em abril de 1941, os Estados Unidos cortaram os suprimentos de petróleo para a Tailândia. O breve período de glória da Tailândia chegou ao fim em 8 de dezembro de 1941, quando o Japão invadiu o país ao longo de sua costa sudeste e do Camboja. Depois de inicialmente resistir, o regime Phibun cedeu e permitiu que os japoneses passassem através do país para atacar a Birmânia e invadir a Malásia. Convencido pelas derrotas aliadas do início de 1942 que o Japão estava vencendo a guerra, Phibun decidiu formar uma aliança militar com o Japão imperial.
Em troca, o Japão permitiu à Tailândia invadir e anexar os Estados shan e Kayah, no norte da Birmânia, e retomar a soberania sobre os sultanatos do norte da Malásia, que tinham sido devolvidos no Tratado Anglo-Siamês de 1909 com a Inglaterra. Em janeiro de 1942, Phibun declarou guerra à Grã-Bretanha e os Estados Unidos, embora o embaixador tailandês para os Estados Unidos, Seni Pramoj, recusou-se a entregá-lo ao Departamento de Estado. Seni denunciou o regime Phibun como ilegal e formou o Movement Thai Seri, um grupo de oposição ao governo Phibun, em Washington. Pridi, agora servindo no papel de um quase impotente regente, liderou o movimento de resistência dentro da  Tailândia, enquanto o ex-rei Ramphaiphanni era o chefe nominal na Grã-Bretanha.
Campos de treinamento secretos foram criados em áreas remotas, a maioria pelo político populista Tiang Sirikhanth, no nordeste do país. Havia uma dúzia de campos em Sakhon Nakhon. Aeródromos clandestinos também apareceram no nordeste, onde a Royal Air Force e as Forças dos Estados Unidos trouxeram suprimentos, bem como de Operações Especiais, Escritório de Serviços Estratégicos, e agentes do Seri Thai, ao mesmo tempo que evacuavam e libertavam prisioneiros de guerra. No início de 1945, oficiais da força aérea Tai estavam realizando funções de ligação com o Sudeste Asiático.
Em 1944, era evidente que os japoneses iam perder a guerra, e seu comportamento na Tailândia tornou-se cada vez mais arrogante. Bangkok também foi severamente afetada pelo bombardeio estratégico dos Aliados. Juntamente com dificuldades económicas causadas pela perda da exportação de arroz, isso fez tanto a guerra e o regime de Phibun muito impopular. Em julho de 1944, Phibun foi deposto pelo governo infiltrado de Seri Thai. A Assembleia Nacional se reuniu novamente e nomeou o advogado liberal Khuang Abhaiwongse como primeiro-ministro. O novo governo rapidamente evacuou os territórios britânicos que Phibun havia ocupado e sub-repticiamente ajudou o movimento Seri Thai, enquanto ao mesmo tempo mantinha relações aparentemente amistosas com os japoneses.
Os japoneses se renderam em 15 de agosto de 1945. Imediatamente, os Aliados responsabilizaram a Tailândia por parte dos ataques militares em regiões vizinhas. Assim que as tropas praticáveis, britânicos e indianos foram levados ao território tailandês, a libertação de sobreviventes prisioneiros de guerra se iniciou. Os britânicos foram surpreendidos ao descobrir que os soldados japoneses já haviam sido amplamente desarmado pelos tailandeses.
A Grã-Bretanha considerou a Tailândia como tendo sido parcialmente responsável pelo dano causado à causa aliada e favoreceu o tratamento do reino como um inimigo derrotado. No entanto, os Estados Unidos não tinham simpatia por aquilo que consideravam o colonialismo britânico e francês e apoiou o novo governo na Tailândia. A Tailândia recebeu, assim, uma punição muito pequena por seu papel durante a Segunda Guerra Mundial, sob o governo de Phibun.